# Usagre
Usagre è un comune spagnolo di 2 044 abitanti situato nella comunità autonoma dell'Estremadura.